# Foyle
De Foyle (Iers: an Feabhal) is een rivier in het westen van Ulster, in het noordwesten van het eiland Ierland, die stroomt van de samenvloeiing van de rivieren Finn en Mourne ter hoogte van de steden Lifford in County Donegal, Republiek Ierland en Strabane in County Tyrone, Noord-Ierland. Vanaf deze samenvloeiing stroomt de Foyle naar de stad Derry, waar de rivier uitmondt in Lough Foyle, een estuarium en, uiteindelijk, de Atlantische Oceaan. De lengte van de rivier Foyle is 129 km. De rivier is de staatsgrens tussen Ierland met de county Donegal, en het Verenigd Koninkrijk met de county Tyrone en stroomafwaarts ook de county Londonderry. Voordat Derry zelf is bereikt, is de staats- en countygrens van het midden van de rivierbedding naar het westen verschoven, waarbij de rivier tot de monding volledig in Brits gebied stroomt. Het estuarium Lough Foyle is dan weer de staatsgrens.

## Bruggen
De Foyle is een snel stromende en diepe rivier, wat het moeilijker maakte deze te overbruggen. Er is dan ook maar een beperkt aantal bruggen gebouwd. In Derry, het belangrijkste kruispunt, zijn er drie bruggen. De meest zuidelijke brug, de oudste van de drie, is een dubbeldekkerbrug, officieel de Craigavon-brug (in de volksmond ook wel de blauwe brug genoemd). De meest noordelijke brug, bekend als de Foyle Bridge, is een veel grotere brug en is gebouwd op een doorvaarthoogte voor grotere schepen. Aangezien de hoofdhaven van Derry evenwel noordelijker ligt, is de behoefte aan deze hoogte evenwel nihil gebleken. De Foyle Bridge was oorspronkelijk gepland door de Londonderry Development Commission en was bedoeld om de verkeersdrukte op de Craigavon-brug en in het stadscentrum te verlichten. Door politieke problemen werd deze brug echter pas in de jaren tachtig gebouwd. Derry's derde brug, de Peace Bridge, bevindt zich achter het Guildhall Square en ligt tussen Craigavon Bridge en Foyle Bridge. Deze voetgangers- en fietsbrug werd in 2011 geopend, bedoeld als een symbool van eenheid tussen de twee kanten van de stad.
Buiten Derry is de enige brug over de rivier de Lifford Bridge, die in de jaren 1960 tussen Lifford, provinciestad in Donegal aan de westelijke oever van de rivier en Strabane, een grote stad in Tyrone, aan de oostkant werd gebouwd, meters stroomafwaarts van de samenvloeiing van de rivieren Finn en Mourne.